# Malîi Bereznîi, Velîkîi Bereznîi
Malîi Bereznîi (în ucraineană Малий Березний) este localitatea de reședință a comunei Malîi Bereznîi din raionul Velîkîi Bereznîi, regiunea Transcarpatia, Ucraina.

## Demografie
Componența lingvistică a localității Malîi Bereznîi
     Ucraineană (98,62%)
     Alte limbi (0,88%)
Conform recensământului din 2001, majoritatea populației localității Malîi Bereznîi era vorbitoare de ucraineană (98,62%), existând în minoritate și vorbitori de alte limbi.